# 윙글링가탈
윙글링가탈(Ynglingatal)은 윙글링 일족의 사가에서 스노리 스투를루손이 읊는 시가이다. 스노리는 이 시에서 자주 인용하며 사가의 출처 중 하나로 인용한다. 시의 구성은 9세기로 거슬러 올라간다.
이 시는 부분적으로는 신화적이고 부분적으로는 역사적인 고대 스웨덴 왕을 나열한다. 그 중 27명이 그들의 죽음과 매장지에 대한 세부 사항과 함께 시에 언급되어 있다. 윙글링가탈이라는 제목은 잉베-프레이(Yngve-Frey)라는 이름을 가진 윙글링을 암시한다. 이는 스웨덴에서 숭배되는 신인 프레이(Frey)의 또 다른 이름이다. 윙글링은 프레이의 아들 피욜니르(Fjölnir)의 후손이다. 스노리는 하랄 미발왕(Harald Fairhair)을 윙글링의 후손으로 묘사했다.